# ドンとこいチビゴン!!
『ドンとこいチビゴン!!』は、1970年9月4日から同年11月27日までNET系列局で放送されていたバラエティ番組である。毎日放送と松竹芸能の共同製作。放送時間は毎週金曜 19:00 - 19:30 （日本標準時）。

## 概要
小学校高学年から中学校低学年までの少年少女を招いていた子供向けの公開番組で、毎回彼らがさまざまな遊びをする模様を放送していた。司会は八代英太と岡崎友紀が務めていた。
主な企画に「ゲーム遊び」、「ゲストと遊ぼう」、特技を紹介する「チビゴンナンバーワン」、替え歌がテーマの「かえうたコーナー」、子供たちの話題を取り上げる「おしゃべりコーナー」などがあった。